# Elżbieta Żebrowska
Elżbieta Regina Żebrowska z domu Bednarek (ur. 27 marca 1945 w Warszawie, zm. 23 grudnia 2021 tamże) – polska lekkoatletka specjalizująca się w biegach płotkarskich i sprinterskich.

## Kariera
Startowała w Mistrzostwach Europy w 1966 w Budapeszcie, gdzie zdobyła dwa medale:
- sztafeta 4 × 100 metrów – złoty medal (wraz z Danutą Straszyńską, Ireną Kirszenstein i Ewą Kłobukowską)
- bieg na 80 metrów przez płotki – brązowy medal[4].

Wzięła udział w igrzyskach olimpijskich w 1968 w Meksyku. W biegu na 80 metrów przez płotki doszła do finału, w którym zajęła 7. miejsce.
Dwa razy zdobyła tytuł mistrzyni Polski:
- bieg na 80 metrów przez płotki – 1966
- sztafeta 4 × 100 metrów – 1964

Wicemistrzyni w biegu na 100 metrów w 1966 i w biegu na 80 metrów przez płotki w 1968 oraz brązową medalistką w biegu na 200 metrów przez płotki w 1971.

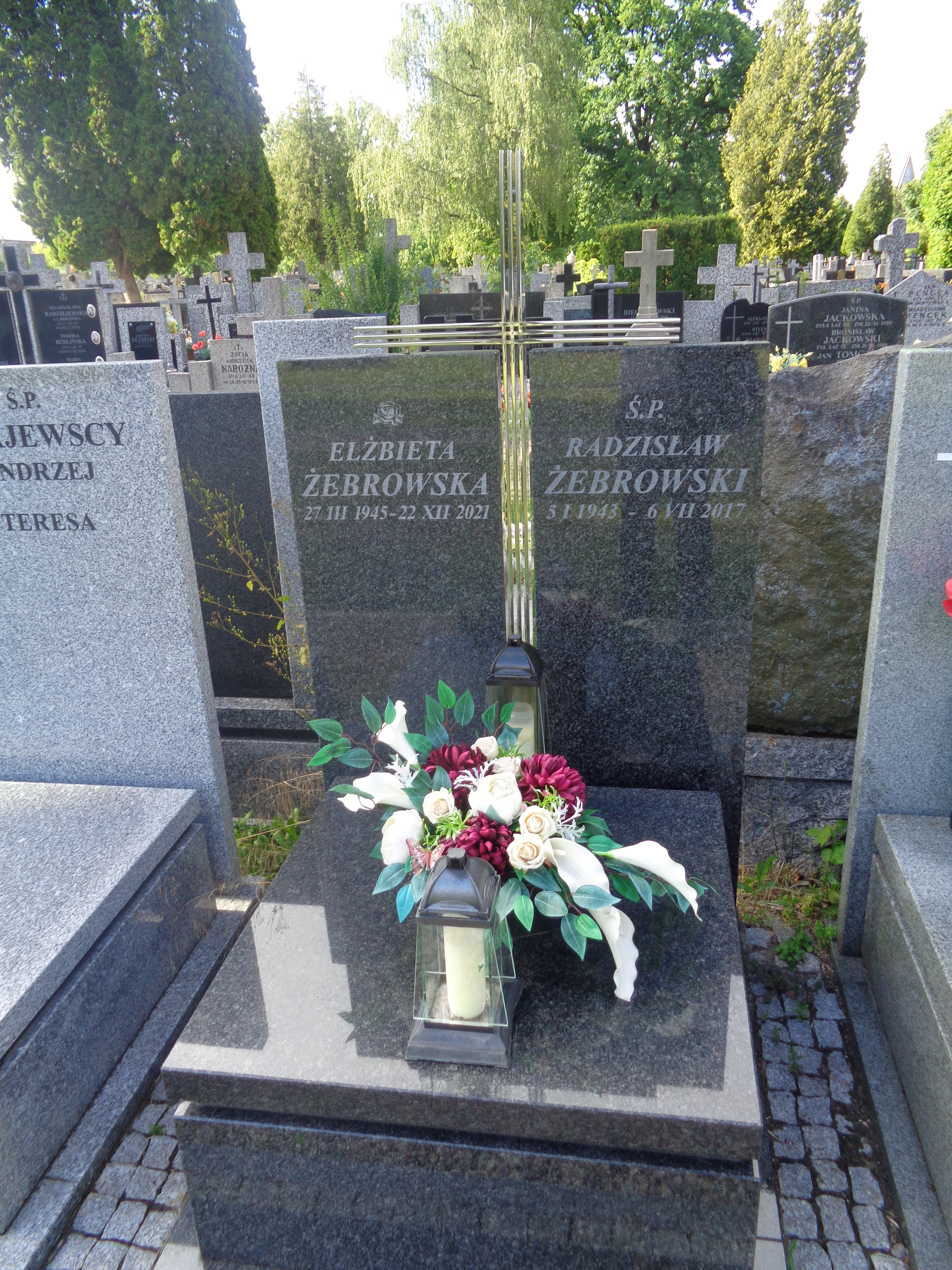
Grób Elżbiety Żebrowskiej na cmentarzu przy ul. Wałbrzyskiej w Warszawie

Startowała w barwach Warszawianki.